# Sphecodes profugus
Sphecodes profugus är en biart som beskrevs av Cockerell 1910. Sphecodes profugus ingår i släktet blodbin, och familjen vägbin. Inga underarter finns listade i Catalogue of Life.

## Bildgalleri

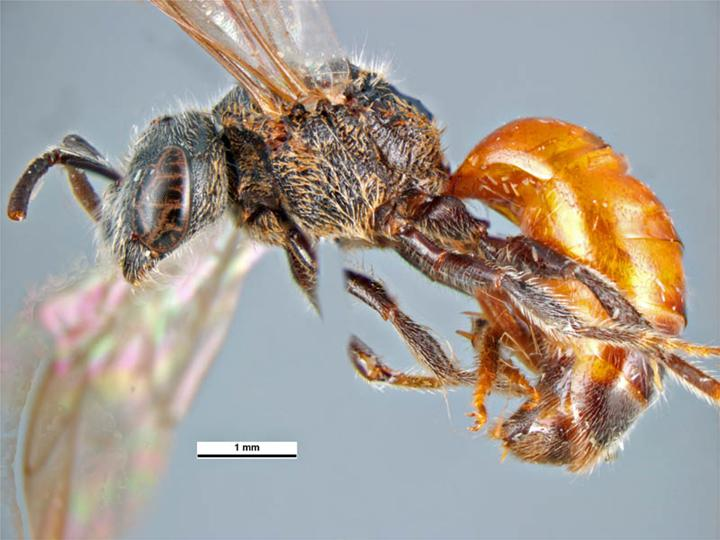
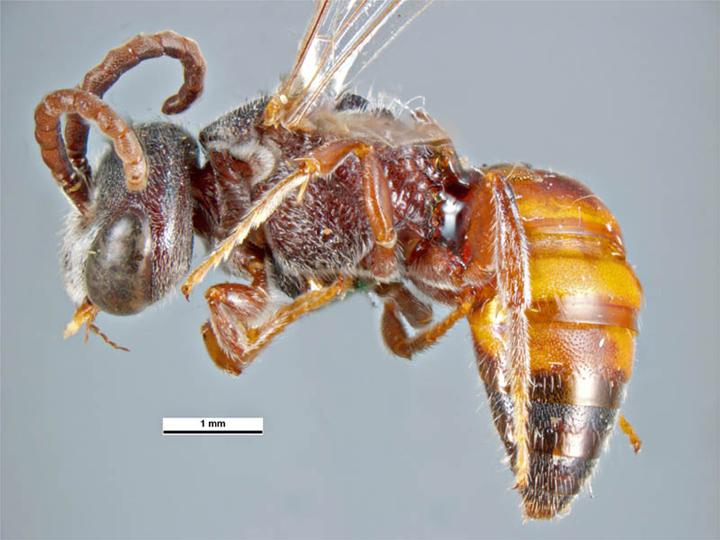